# Cmentarz Winnikowski
Cmentarz Winnikowski – cmentarz położony pomiędzy Lwowem a Winnikami.
Pomimo położenia poza granicami Lwowa jest uznawany za jedną z miejskich nekropolii. Początki tej nekropolii datuje się na koniec XVIII wieku, do czasów obecnych przetrwały nieliczne pomniki z początku XIX wieku. 
Na Cmentarzu Winnikowskim znajdują się mogiły zbiorowe Strzelców Siczowych, pomnik polskich żołnierzy poległych podczas wojny polsko-ukraińskiej oraz żołnierzy Armii Czerwonej, którzy zginęli w czasie walk o Lwów w 1944. Ponadto jest to miejsce spoczynku wielu wybitnych ukraińskich polityków, wojskowych, naukowców oraz osób ze świata ukraińskiej kultury i religii.